# عبدالقادر
عبدالقادر ممکن است به یکی از افراد زیر اشاره نماید:
- عبدالقادر (سیاستمدار)، عضو سابق مجلس گویان وشهردار سابق شهر لیدن
- عبدالقادر الجزایری، مبارز الجزایری
- عبدالقادر بستکی
- عبدالقادر بن ملوک شاه بدائونی، تاریخ‌نگار و مترجم هندوایرانی قرن دهم هجری
- عبدالقادر بیدل، متخلص به بیدل دهلوی، شاعر پارسی‌سرای سبک هندی
- عبدالقادر گیلانی، عارف، صوفی، محدث و شاعر ایرانی قرن پنجم و ششم قمری
- عبدالقادر مراغه‌ای، شاعر، موسیقی‌دان و هنرمند ایرانی قرن نهم هجری